# Grauwe spitsmuis
De grauwe spitsmuis (Sorex isodon) is een klein zoogdier, behorende tot de familie der spitsmuizen (Soricidae). De wetenschappelijke naam van de soort werd voor het eerst geldig gepubliceerd door Sergej Toerov in 1924.

## Kenmerken
Het is een vrij grote spitsmuis, met een kop-romplengte van 55 tot 82 millimeter en een gewicht van 6,5-14,5 gram. Zijn staart wordt 41 tot 55 millimeter lang. De grauwe spitsmuis is tweekleurig, met een onderzijde die bijna net zo donker is als de bovenzijde. Hij heeft brede voorpoten.

## Leefwijze
De spitsmuis leeft van insecten, aardwormen, spinnen, duizendpoten, miljoenpoten en kikkers.

## Voortplanting
In de zomermaanden, van juni tot augustus, worden 6 à 7 (soms 1-10) jongen geboren. Een grauwe spitsmuis heeft twee tot drie worpen per jaar. De grauwe spitsmuis en de Chinese grauwe spitsmuis (Sorex sinalis) werden vroeger als dezelfde soort beschouwd.

## Verspreidingsgebied
De grauwe spitsmuis komt voor van Finland, het noorden van Wit-Rusland en het westen van Europees Rusland tot aan Kamtsjatka, de Koerilen en Sachalin. De zuidelijke grens van het verspreidingsgebied ligt in het noorden van Kazachstan, het noorden van Mongolië, Mantsjoerije en Noord-Korea. Geïsoleerde populaties bevinden zich in Noorwegen, Zweden en de provincie Gangwon-do van Zuid-Korea. De soort heeft een voorkeur voor boreale bossen, riviervalleien en bossteppen. Lokaal ook op bergsteppen.